# Marsac (Hautes-Pyrénées)
Marsac is een gemeente in het Franse departement Hautes-Pyrénées (regio Occitanie) en telt 195 inwoners (1999). De plaats maakt deel uit van het arrondissement Tarbes.

## Geografie
De oppervlakte van Marsac bedraagt 1,6 km², de bevolkingsdichtheid is 121,9 inwoners per km².

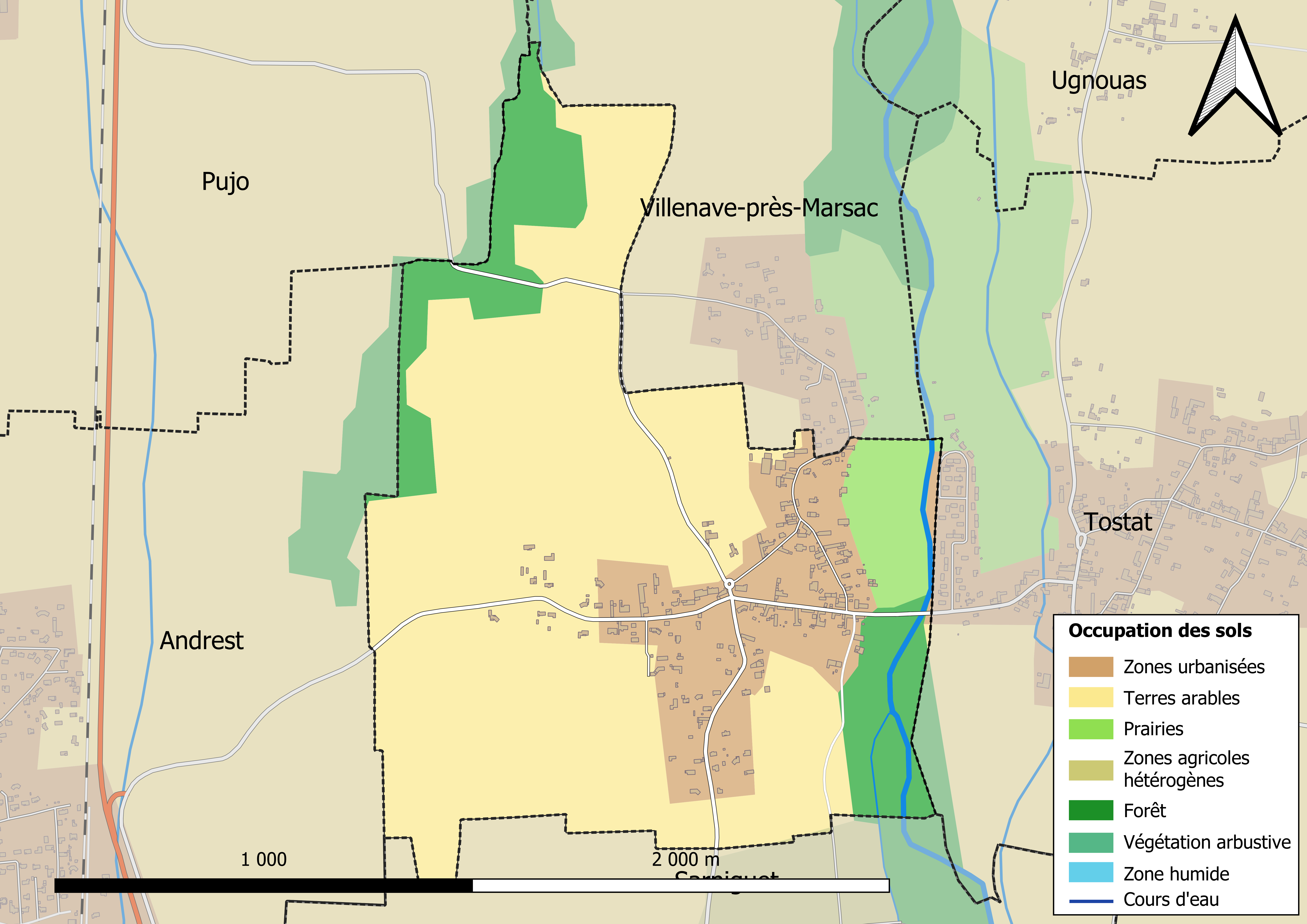
Kaart van de gemeente met belangrijkste infrastructuur, bodemgebruik en omliggende gemeenten

## Demografie
Onderstaande figuur toont het verloop van het inwonertal (bron: INSEE-tellingen).

1. ↑  Populations de référence 2022.